# Banca Giuratale w Valletcie
Banca Giuratale (malt. Banka Ġuratali), również znany wcześniej jako Municipal Palace (malt. Palazz Muniċipali), Palazzo della Città oraz Consolato del Mare – pałac w Valletcie na Malcie. Został zbudowany w XVIII w. dla miejskiej rady administracyjnej, i był następnie używany jako Główny Urząd Pocztowy oraz Urząd Stanu Cywilnego. Aktualnie w Banca Giuratale mieści się Ministerstwo Gospodarki, Inwestycji i Małego Biznesu.

## Historia
Banca Giuratale był pierwotnie domem, należącym do dr. Gio Batta Piotto, a który został mu zabrany przez Skarb Zakonu św. Jana w 1665 roku. W roku 1721 Università, lokalna rada administracyjna w Valletcie, nabyła budynek w zamian za jej pierwotną posiadłość, ulokowaną po przeciwnej stronie ulicy (obecnie Monte di Pietà). Budynek był sukcesywnie przebudowywany w czasie rządów Wielkiego Mistrza Marc’Antonio Zondadariego. Nowy budynek został zaprojektowany przez architekta Romano Carapecchia.

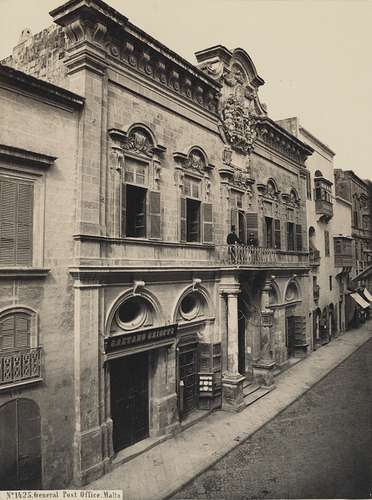
Banca Giuratale w XIX w., kiedy mieścił się tutaj Główny Urząd Pocztowy

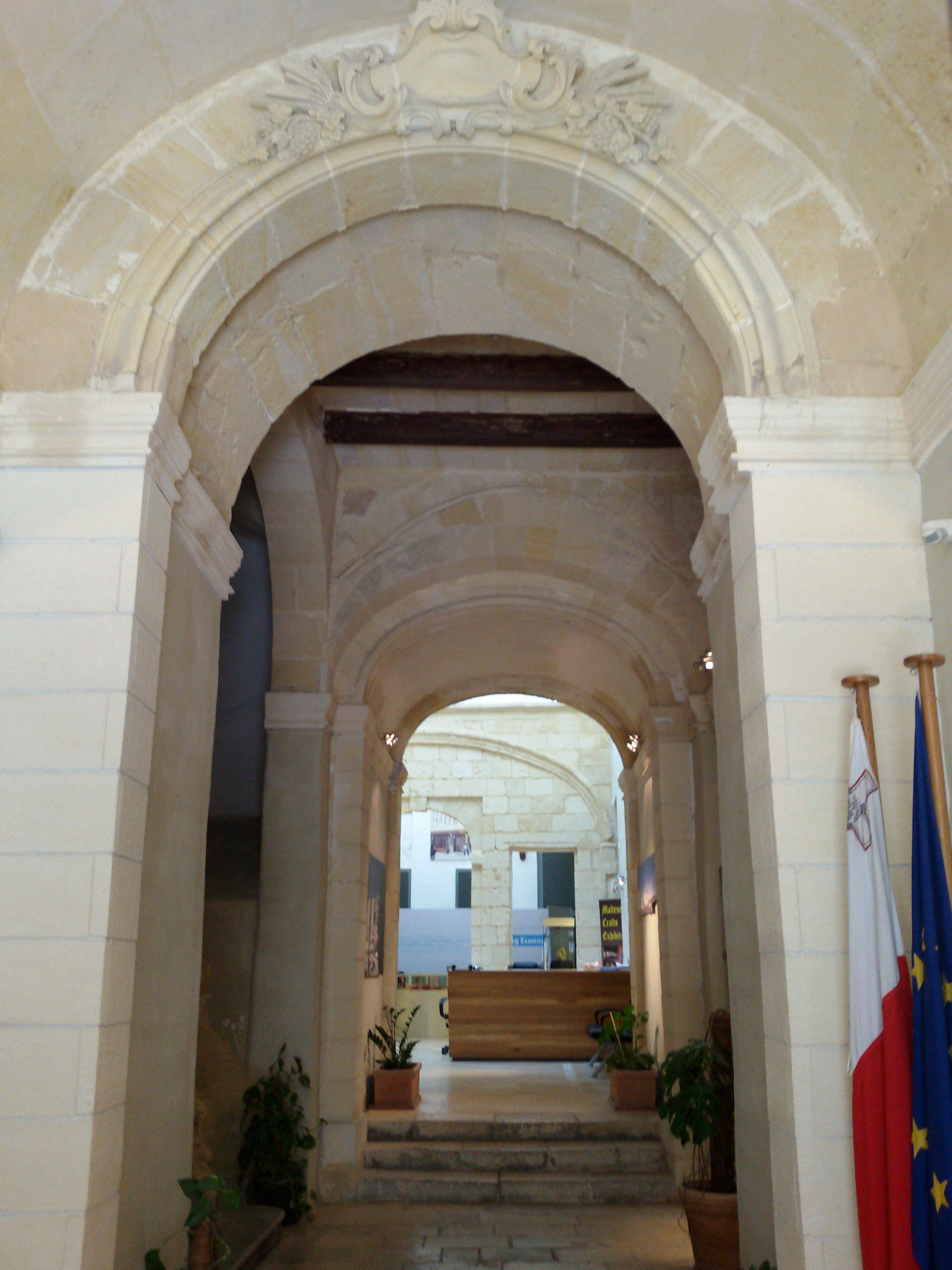
Wnętrze Banca Giuratale

W roku 1841 Banca Giuratale przekształcony został w urząd pocztowy, gdy Biuro Przesyłek zostało tu przeniesione z Casa del Commun Tesoro przy Piazza Tesoreria. 1 kwietnia 1849 roku The Island Post Office również został przeniesiony do Banca Giuratale i oba te urzędy zostały w 1885 roku połączone w Główny Urząd Pocztowy. Rok później został on przeniesiony do Palazzo Parisio.
Przez wiele lat Banca Giuratale mieścił Urząd Stanu Cywilnego. W ostatnim czasie został on przeniesiony do Evans Building, a w Banca Giuratale mieści się w tej chwili Ministerstwo Gospodarki, Inwestycji i Małego Biznesu. Budynek jest narodowym zabytkiem klasy 1 i jest również wpisany na listę National Inventory of the Cultural Property of the Maltese Islands.

## Architektura

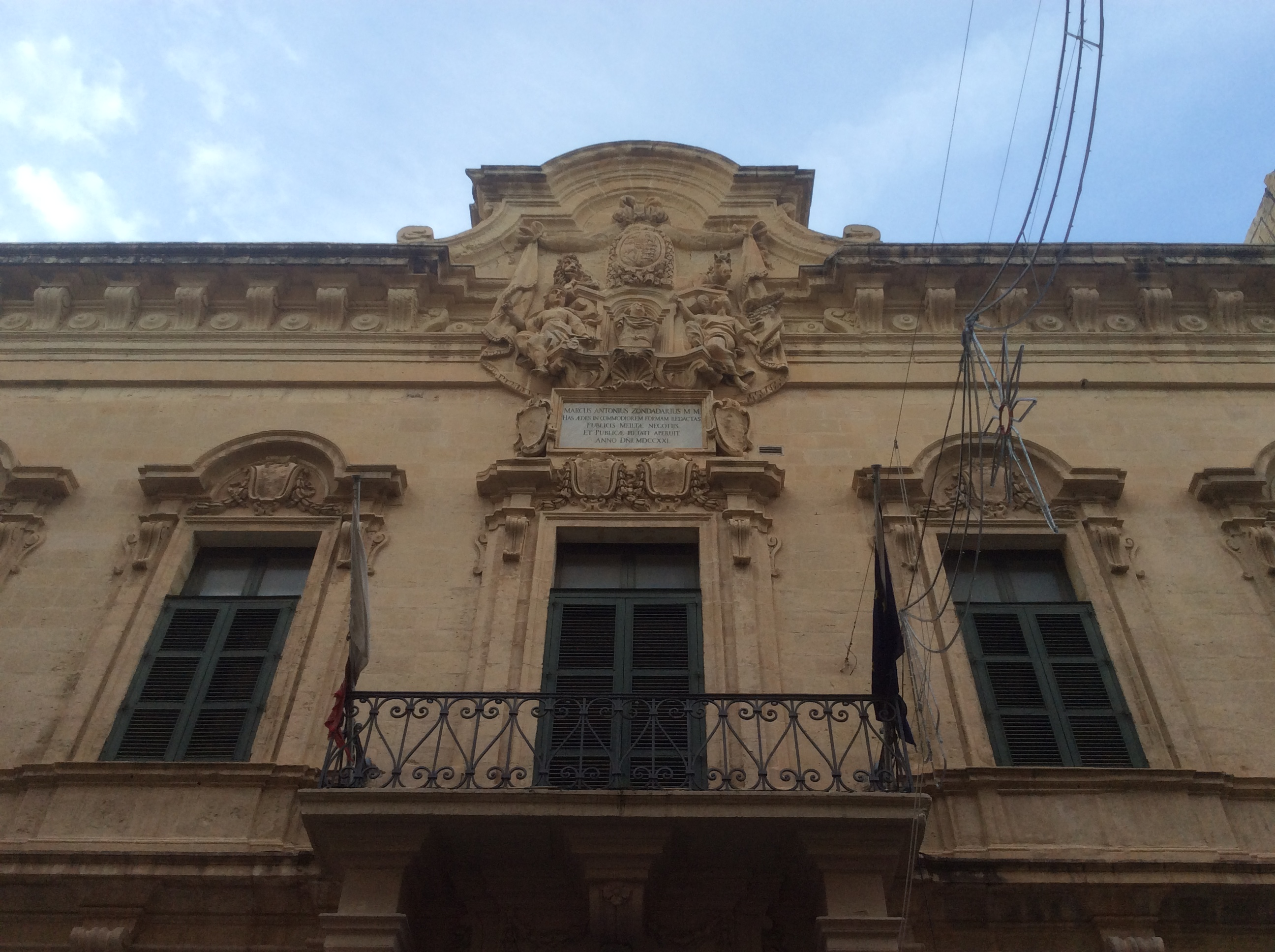
Barokowa fasada Banca Giuratale

Banca Giuratale zbudowany jest w stylu barokowym. Po obu stronach głównego portalu stoją doryckie kolumny, które podpierają otwarty balkon. Po każdej ze stron wejścia znajdują się dwie arkady, powyżej których owalne okna umieszczone w ślepych łukach. Na pierwszym piętrze znajduje się pięć ozdobnych okien; nad środkowym umieszczony jest bogato zdobiony ornament. Zawiera on popiersie Wielkiego Mistrza Zondadariego, rzeźbione figury i draperie, marmurową płytę z łacińskim napisem oraz kilka herbów. Te ostatnie prawdopodobnie zostały zniszczone podczas francuskiej okupacji 1798-1800, a centralny herb został później, prawdopodobnie na początku XIX w., zastąpiony przez Herb Wielkiej Brytanii.